# Peyrouse
Peyrouse é uma comuna francesa na região administrativa de Occitânia, no departamento dos Altos Pirenéus. Estende-se por uma área de 4,8 km². Em 2010 a comuna tinha 285 habitantes (densidade: 59,4 hab./km²).